# 长沙五一商圈

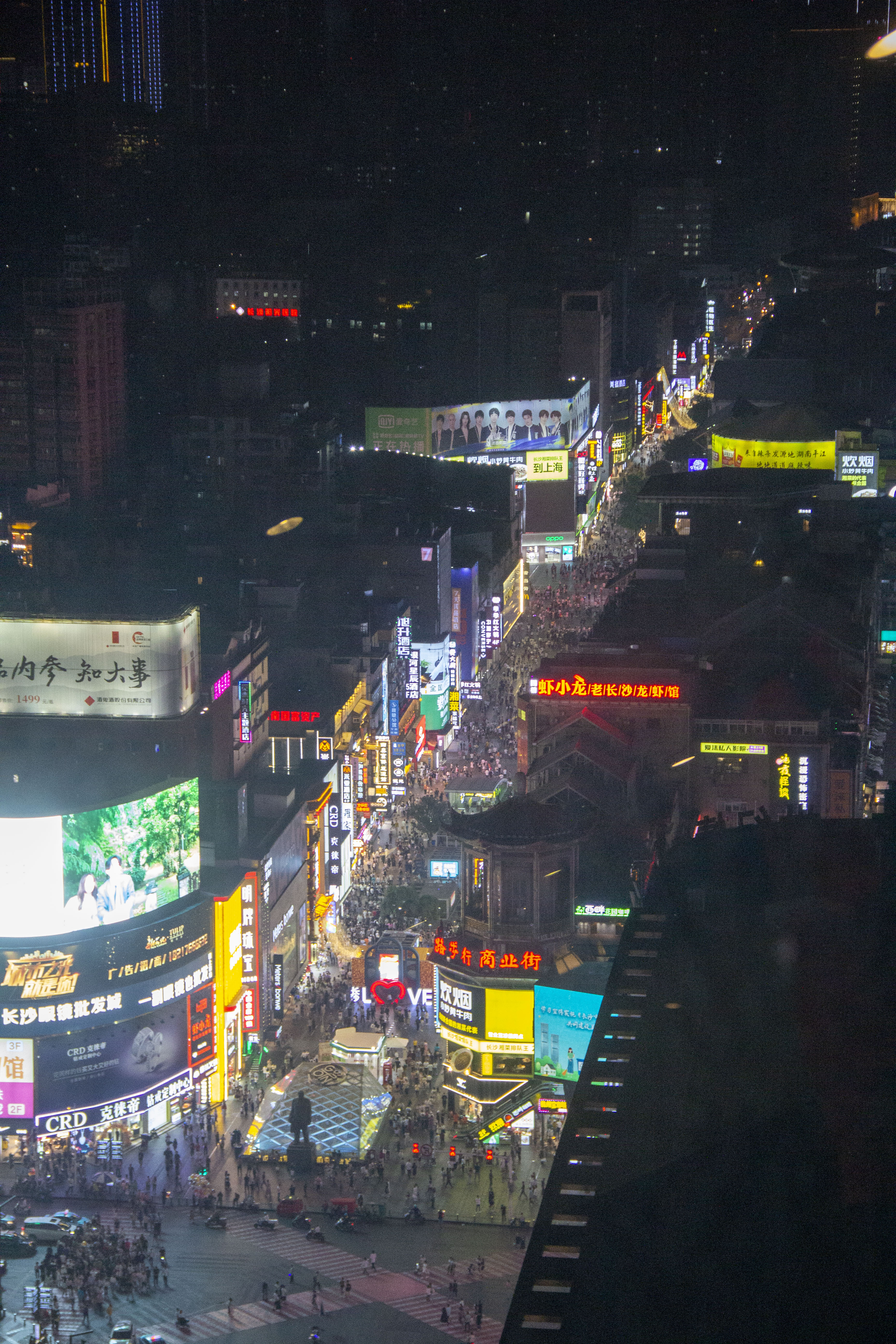
夜晚的五一路步行街，人头攒动。

长沙五一商圈位于中华人民共和国湖南省长沙市市中心核心地带，以五一广场为中心，传统的五一商圈东起落星田，西至湘江江畔，北至中山亭，南至南门口，为长沙历史最悠久、商贸最繁荣的地段，也是湖南省最繁华的商圈。
长沙五一商圈内坐落有九龙仓长沙国际金融中心等购物中心与百货商场，解放西路酒吧街、黄兴南路步行商业街、坡子街民俗商业街等商业名街皆位于此，太平街、化龙池、百果园、都正街、高正街等百年历史街区也包含于商圈内。此外商圈内还有数个地下商业街区。
交通：公交车16条、长沙地铁1号线、长沙地铁2号线、长沙快速公交。
1. ↑  长沙城建大事记(公元前475年—公元1949年).《湖南文献》2015年第2期